# Arjanes
Arjanes (en griego, Αρχάνες) es una localidad y unidad municipal de Grecia que pertenece al municipio de Arjanes-Asterusia y a la unidad periférica de Heraclión, pocos kilómetros al sur de Cnosos, en la zona central de la isla de Creta. La zona contiene importantes ruinas de época minoica, aunque el terreno para las excavaciones está muy limitado por las edificaciones modernas.

## Arqueología
Las investigaciones arqueológicas que han tenido lugar en Arjanes han sacado a la luz un asentamiento y una necrópolis de gran importancia en el periodo minoico. Fueron llevadas a cabo en primer lugar por Stefanos Xanthoudides en 1912, por Arthur Evans en 1922, posteriormente por Spyridon Marinatos y Nikolaos Platón, a partir de 1964 por Yannis Sakellarakis y Efi Sapouna y en 2024 por Efi Sapouna.

### Asentamiento

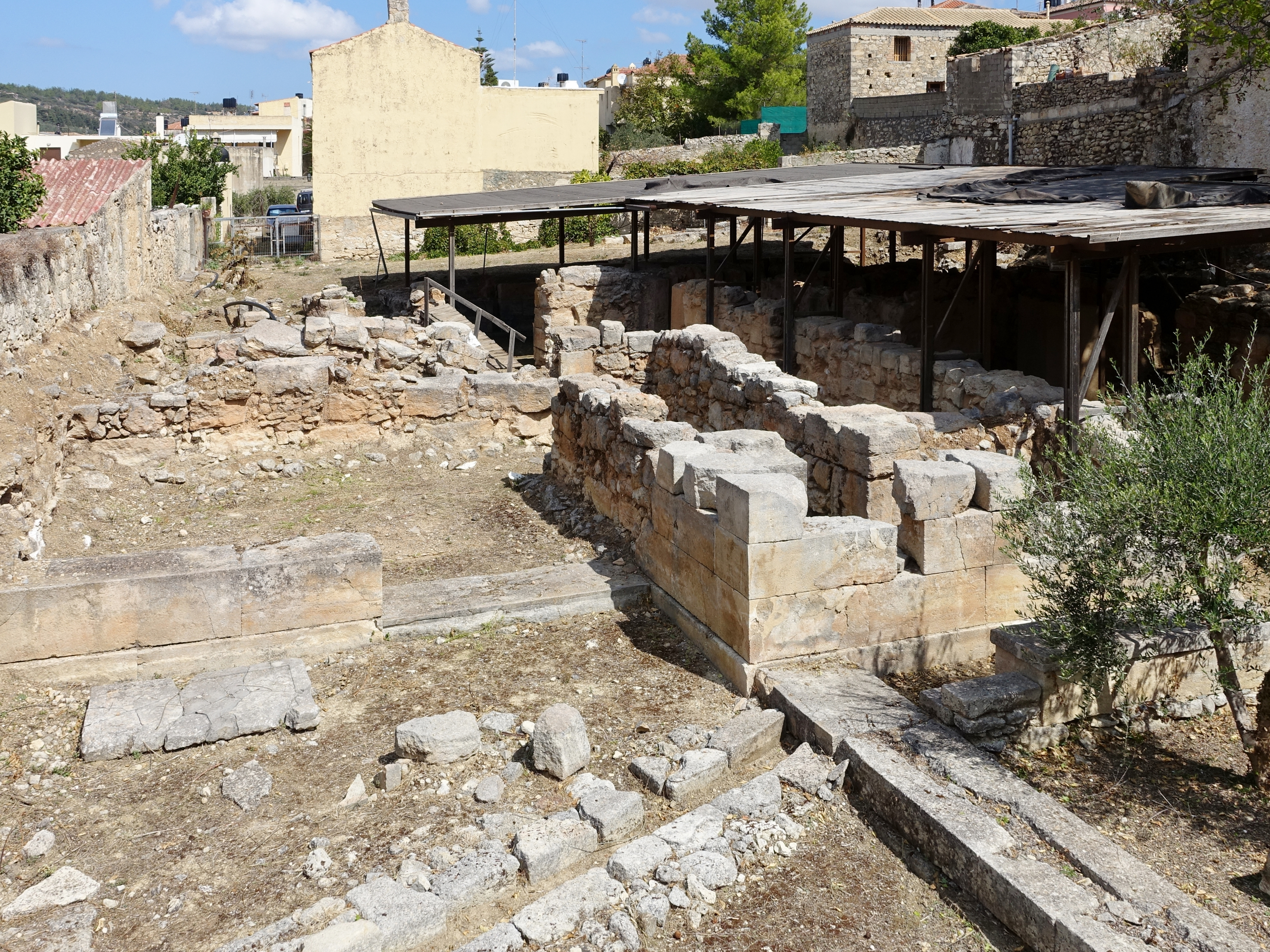
Algunos de los restos del yacimiento arqueológico de Arjanes.

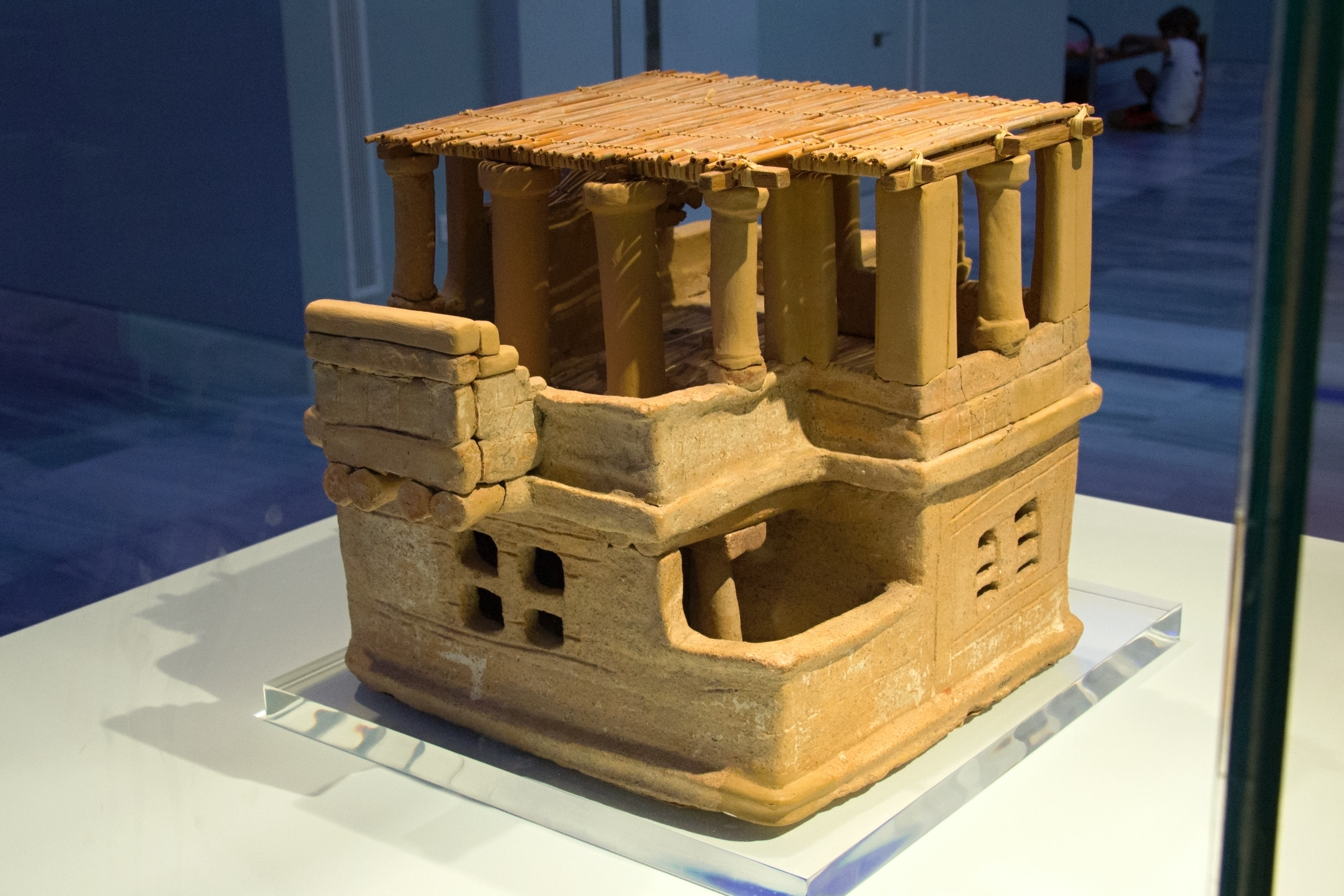
Modelo de arcilla encontrado en Arjanes de una casa minoica.

En Arjanes hubo un asentamiento desde el Neolítico tardío. A continuación, los hallazgos de cerámica del «estilo Vasilikí» y los restos arquitectónicos muestran la presencia de un asentamiento en el periodo minoico antiguo con una estructura social organizada y contactos con el exterior.
La importancia del asentamiento creció durante el periodo minoico medio, donde se aprecia la presencia de un complejo palacial, en el distrito de Turkogitonia, cuya construcción se estima que tuvo lugar hacia el 1900 a. C. y que sufrió una primera destrucción en torno al 1700 a. C. y una segunda hacia el 1600 a. C. probablemente por causa de terremotos. Entre los hallazgos de este periodo destacan piezas de cerámica de Kamarés y los santuarios de la zona, como el de Anemospilia.
En el periodo minoico tardío aparecieron en los alrededores de Arjanes mansiones o villas aisladas, como las de Vatípetro o Karnari pero el palacio continuó funcionando hasta su destrucción final, que se produjo hacia el 1450 a. C. Este palacio contaba con un patio central, una entrada monumental, escalera, tres pisos y diversas salas entre las que se encontraban espacios residenciales, recintos sagrados y un archivo donde se han hallado frescos, piezas de cerámica, de obsidiana, de esteatita, sellos e inscripciones en lineal A. Uno de los hallazgos más singulares es la denominada cabaña de Arjanes, que es un modelo de arcilla que representa lo que podría ser una casa minoica. Había también un sistema para el abastecimiento de agua.
Con posterioridad a esta destrucción del palacio, en el periodo micénico, el asentamiento siguió estando en uso y alcanzó un gran desarrollo, como muestran los hallazgos realizados en la necrópolis de Furní.
El lugar continuó siendo habitado durante todos los periodos de la Antigua Grecia (arcaico, clásico. helenístico y romano) donde tuvo especial importancia el santuario que había ubicado en el monte Juktas. El primer momento en el que se documenta el nombre de Arjanes es en el periodo clásico. Son, sin embargo, escasos los restos del periodo bizantino. Del periodo veneciano se conserva la fuente de Morozini y también quedan restos del periodo otomano.

### Área de Trullos
En el distrito de Trullos, ubicado en la parte más alta y oriental de Arjanes, se han encontrado restos de edificios del minoico medio II y III y del minoico tardío I (1800-1500 a. C.) de un destacado nivel arquitectónico y con importantes hallazgos materiales, entre los que se encuentran textos en lineal A. Por estas características se ha sugerido que estos restos podrían ser una parte anexa del palacio o un «pequeño palacio».

### Necrópolis de Furní

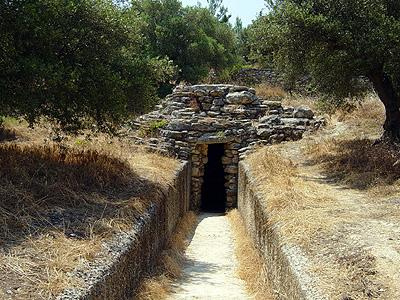
Una de las tumbas de la necrópolis de Furní, en Arjanes.

Junto a Arjanes está la necrópolis minoica de Furní que contiene muestras de todos los tipos de enterramientos minoicos: tumbas de cista, de tholos (E, B, y G), edificaciones funerarias (edificios 3, 5, 6, 8, y 18), y un híbrido único, el edificio 19, que posee un exterior rectangular y un interior absidal.

### Inscripciones
El primer testimonio de escritura en Creta es la llamada "escritura de arjanes", considerada una forma primitiva de jeroglífico cretense, usada para tareas al parecer no relacionadas con la administración. Aparece exclusivamente en sellos del minoico antiguo III–minoico medio IA.